# Russian Sky Airlines
Russian Sky Airlines era una aerolínea rusa basada en la ciudad de Moscú. Operaba únicamente vuelos chárter de pasajeros y carga a nivel nacional e internacional hacia Europa, Asia Central y el Medio Oriente. También operaba vuelos de transporte VIP. Su aeropuerto base era el Aeropuerto Internacional de Moscú-Domodédovo.

## Historia
La aerolínea se fundó en 1995 bajo el nombre de East Line Air, en febrero de 1996 le fue otorgado el Permiso Nº61 por las autoridades de la aviación civil en Rusia. Este certificado otorgaba a la aerolínea el permiso para operar cualquier tipo de avión civil en vuelos de cabotaje. El 3 de enero de 1996 East Line Air fue miembro de la IATA. En 1997 la aerolínea fue renombrada East Line Airlines, y en septiembre de ese año se le otorgó una nueva certificación que cumplía con las regulaciones del autoridades de aviación rusas. Ese mismo año la aerolínea pasó a formar parte del East Line Group, que era la operadora del Aeropuerto Internacional de Moscú-Domodédovo, además de varias compañías de carga en Rusia. 
En mayo de 2004 se llevó a cabo un cambio de accionistas en la East Line Airlines. El 7 de junio se celebró una junta extraordinaria de accionistas y se acordó delegar a la autoridad de un órgano ejecutivo como única entidad gestora. El 21 de octubre de 2004, la nueva administración decidió renombrar la aerolínea, pasando esta a llamarse Russian Sky Airlines.

## Flota

### Operativa
- 4 Ilyushin Il-76TD, utilizados únicamente para servicios de carga.

### Retirada
- 2 Antonov An-12

- 1 Ilyushin Il-62M

- 1 Ilyushin Il-76

- 3 Ilyushin Il-86

- 1 Tupolev Tu-134A3

- 1 Tupolev Tu-154B2

- 2 Tupolev Tu-154M

- 1 Yakovlev Yak-42